# Wilhelm von Osten
Pour les articles homonymes, voir Osten.
Wilhelm von Osten, né le 30 novembre 1838 à Schönsee près Thorn - décédé le 29 juin 1909, est un professeur de mathématiques berlinois excentrique, surtout connu pour avoir éduqué son cheval Hans le Malin, lui apportant ainsi une renommée mondiale.